# Tony Pitts
Tony Pitts (Sheffield, 10 oktober 1962) is een Brits acteur, filmproducent en scenarioschrijver.

## Biografie
Pitts wilde in zijn jeugd studeren voor arts, maar hij eindigde als automonteur. Tijdens zijn studiejaren aan de Stannington College in Sheffield kwam hij in aanraking met acteren op het schooltoneel. Hij werd gevraagd voor een kleine rol in een toneelstuk en kreeg al snel een grotere rol, en in 1983 besloot hij om zijn carrière naar het acteren om te zetten.
Pitts begon in 1981 met acteren in de film Looks and Smiles, waarna hij nog meerdere rollen speelde in films en televisieseries.

## Filmografie

### Films
Uitgezonderd korte films.
- 2023: Sweet Sue  - als Ron
- 2021: The Colour Room - als Jack Walker
- 2017: Journeyman - als Richie
- 2017: Funny Cow - als Bob
- 2016: Rogue One: A Star Wars Story - als kapitein Pterro
- 2016: Away - als Col
- 2016: Triple 9 - als rechercheur zware misdaden
- 2014: Hyena - als Keith
- 2012: Best Possible Taste: The Kenny Everett Story - als Tom Cole
- 2012: When the Lights Went Out - als Hilary Barnes
- 2011: War Horse - als sergeant Martin
- 2011: Powder - als Roger
- 2009: Red Riding: In the Year of Our Lord 1980 - als John Nolan
- 2009: Red Riding: In the Year of Our Lord 1983 - als John Nolan
- 1997: The Fix - als Peter Swan
- 1996: Hillsborough - als politieagent in controlekamer
- 1983: Bingo! - als Mike
- 1981: Looks and Smiles - als Alan Wright

### Televisieseries
Uitgezonderd eenmalige gastrollen.
- 2020-2024: All Creatures Great and Small - als Richard Alderson - 20 afl.
- 2022: Curl Up & D.I. - als verteller - 7 afl.
- 2020: Roadkill - als Mick 'The Mouth' Murray - 4 afl.
- 2019: Giri/Haji - als Steve - 8 afl.
- 2019: Wild Bill - als Keith Metcalfe - 6 afl.
- 2014-2019: Line of Duty - als rechercheur Hargreaves - 8 afl.
- 2019: MotherFatherSon - als Lennox - 3 afl.
- 2017-2018: Jamestown - als Eugene Massinger - 14 afl.
- 2013-2017: Peaky Blinders - als brigadier Moss - 15 afl.
- 2014-2015: My Mad Fat Diary - als vader van Chloe - 5 afl.
- 2014: Remember Me - als DCI Grogan - 3 afl.
- 2013: Lilyhammer - als Danny 'Croc' Hammer - 3 afl.
- 2013: A Touch of Cloth - als Bullock - 2 afl.
- 2011-2013: Scott & Bailey - als Adrian Scott - 11 afl.
- 2010: The Gemma Factor - als Ted - 6 afl.
- 2005: Dead Man Weds - als Red - 6 afl.
- 2002: In Deep - als Healey - 2 afl.
- 1999: The Bill - als Chris Riley - 2 afl.
- 1996: EastEnders - als Cliff - 2 afl.
- 1984-1993: Emmerdale - als Archie Brooks - 37 afl.
- 1985: The Practice - als jongen op motorfiets - 2 afl.

### Filmproducent
- 2022: Let Her Go - korte film
- 2022: Curl Up & D.I. - podcastserie
- 2022: They Call Me Magic - televisieserie - 6 afl.

### Scenarioschrijver
- 2022: Let Her Go - korte film
- 2022: Curl Up & D.I. - podcastserie
- 2017: Funny Cow - film
- 2013: Common Ground - miniserie - 1 afl.
- 2010: The Gemma Factor - televisieserie - 6 afl.
- 2005: Johnny Vegas: 18 Stone of Idiot - televisieserie - 6 afl.

- Gemeinsame Normdatei: 141855754
- International Standard Name Identifier: 0000 0003 7205 9469
- Library of Congress Control Number: no2010145029
- Virtual International Authority File: 138802612
- WorldCat: E39PBJth9FvXdh7MKgvpRQ3G73